# Ommidion mirim
Ommidion mirim là một loài bọ cánh cứng trong họ Cerambycidae.